# Rhodostemonodaphne
Rhodostemonodaphne är ett släkte av lagerväxter. Rhodostemonodaphne ingår i familjen lagerväxter.

## Dottertaxa tillRhodostemonodaphne, i alfabetisk ordning[1]
- Rhodostemonodaphne antioquensis
- Rhodostemonodaphne avilensis
- Rhodostemonodaphne capixabensis
- Rhodostemonodaphne celiana
- Rhodostemonodaphne crenaticupula
- Rhodostemonodaphne curicuriariensis
- Rhodostemonodaphne cyclops
- Rhodostemonodaphne debilis
- Rhodostemonodaphne dioica
- Rhodostemonodaphne elephantopus
- Rhodostemonodaphne frontinensis
- Rhodostemonodaphne grandis
- Rhodostemonodaphne juruensis
- Rhodostemonodaphne kunthiana
- Rhodostemonodaphne laxa
- Rhodostemonodaphne leptoclada
- Rhodostemonodaphne licanioides
- Rhodostemonodaphne longiflora
- Rhodostemonodaphne longipetiolata
- Rhodostemonodaphne macrocalyx
- Rhodostemonodaphne miranda
- Rhodostemonodaphne mirecolorata
- Rhodostemonodaphne morii
- Rhodostemonodaphne napoensis
- Rhodostemonodaphne negrensis
- Rhodostemonodaphne ovatifolia
- Rhodostemonodaphne parvifolia
- Rhodostemonodaphne penduliflora
- Rhodostemonodaphne peneia
- Rhodostemonodaphne praeclara
- Rhodostemonodaphne recurva
- Rhodostemonodaphne revolutifolia
- Rhodostemonodaphne rufovirgata
- Rhodostemonodaphne saulensis
- Rhodostemonodaphne scandens
- Rhodostemonodaphne sordida
- Rhodostemonodaphne steyermarkiana
- Rhodostemonodaphne synandra
- Rhodostemonodaphne tumucumaquensis
- Rhodostemonodaphne velutina